# Betsy Blair
Betsy Blair (Cliffside Park, New Jersey, USA, 1923. december 11. – London, 2009. március 13.)  BAFTA-díjas amerikai színésznő.

## Élete és pályafutása
Gyermekkorában fotómodell volt, majd tanulmányai után egy éjjeli mulatóban táncosnő 1938-ban. New Yorkban lépett színpadra, s játszott a tv-ben is. Az 1940-es években kezdett filmezni mint Gene Kelly, a táncos felesége. Válása után Európába költözött, s 1957-ben Párizsban telepedett le. 1980-ban a 30. Berlini Nemzetközi Filmfesztivál zsűritagja volt.
Nem szokványos hollywoodi szépség, hétköznapi arc. Plasztikus jellemábrázolásával a legkiválóbb filmszínészek közé emelkedett. Legemlékezetesebb szerepeiben mély megértéssel, aprólékos lélektani finomsággal rajzolta meg öregedő lányok portréját. 1956-ban a(z) Oscar-gálán Oscar-díjra jelölték a legjobb női mellékszereplő kategóriában a Marty (1955) című filmjéért.

## Magánélete
1941–1957 között Gene Kelly (1912–1996) amerikai táncos volt a férje. 1963–2002 között Karel Reisz (1926–2002) cseh filmrendező volt a párja.

## Filmjei
- Janet Ames vétke (The Guilt of Janet Ames) (1947)
- Kettős élet (1947)
- Kígyóverem (1948)
- Nincs kiút (1950)
- Kedves hölgy (1951)
- Marty (1955)
- Othello (1955)
- Találkozás Párizsban (Rencontre à Paris) (1956)
- Főutca (1956)
- A kiáltás (1957)
- BBC Play of the Month (1966–1979)
- Kényes egyensúly (1973)
- Meghökkentő mesék (1980)
- A fenyvesi lúd repülése (1986)
- Maggie (1986)
- Becsapva (1988)

## Díjai
- BAFTA-díj a legjobb női főszereplőnek (1956) Marty